# Косагаш (Абайская область)
Косагаш (каз. Қосағаш) — село в Аягозском районе Абайской области Казахстана. Административный центр Косагашского сельского округа. Код КАТО — 633463100.

## Население
В 1999 году население села составляло 1015 человек (527 мужчин и 488 женщин). По данным переписи 2009 года, в селе проживал 981 человек (510 мужчин и 471 женщина).